# Deeltaxi

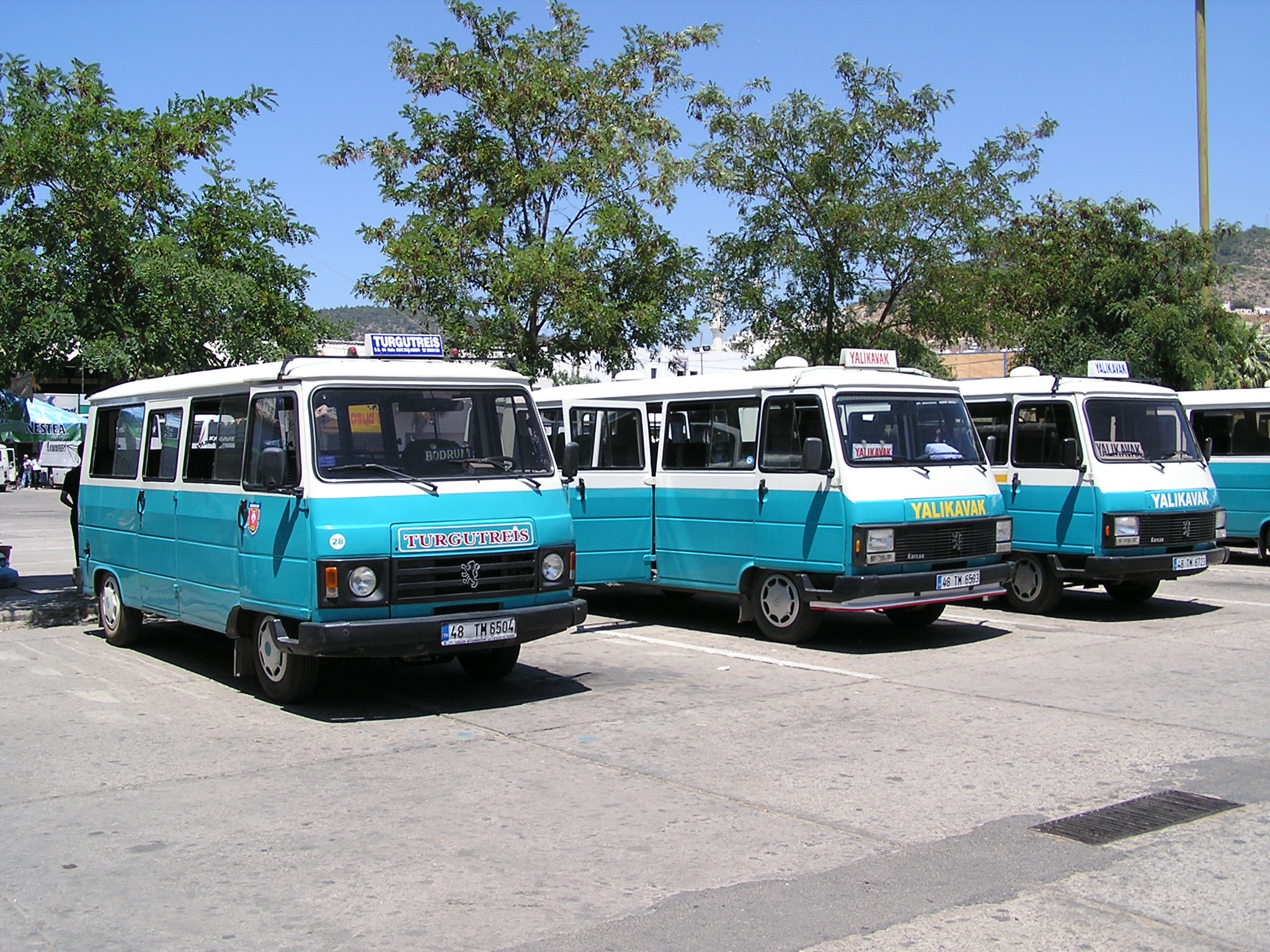
Turkse deeltaxi's

Deeltaxi is een vorm van taxivervoer die in Nederland halverwege de jaren negentig is ingevoerd door de Wet voorzieningen gehandicapten (Wvg), de latere Wet maatschappelijke ondersteuning 2015 (Wmo 2015). Een deeltaxi houdt in dat de taxi, zoals het woord al zegt, gedeeld wordt met andere passagiers. Men huurt dus een zitplaats in een taxi en niet de hele taxi. Tot ongeveer 2002 was de deeltaxi alleen toegankelijk voor personen met een zogenaamd Wmo-budget, maar sinds die tijd kan in veel gemeenten iedereen gebruikmaken van deeltaxisystemen (CVV-vervoer).
Aanbieders van deeltaxi/CVV-vervoer in Nederland zijn (of waren) onder andere Taxbus, Taxihopper en Personen- en Zorgvervoer Nederland (PZN).

## Andere landen
Er bestaan vergelijkbare systemen in veel andere landen. Zo kent Duitsland de Sammeltaxi, Turkije de dolmuş en Israël de sjeroet.

### Duitsland: Sammeltaxi
De Sammeltaxi is grotendeels vergelijkbaar met de Nederlandse treintaxi, maar is niet beperkt tot bepaalde plaatsen rond een spoorwegstation.

### Israël: sjeroet
Sjeroet is een Hebreeuws woord dat service of dienst betekent. Het betreft bestelbusjes in passagiersuitvoering of gewone personenauto's die meestal op vaste routes rijden (maar soms ook op verzoek, zoals de Nederlandse treintaxi) en die passagiers meenemen voor vaste tarieven die vergelijkbaar zijn met of soms lager zijn dan de bustarieven. Sjeroets hebben meestal geen vaste dienstregeling en vertrekken gewoonlijk als ze genoeg passagiers hebben. Ze stoppen op verzoek, ook op plaatsen waar geen officiële bushaltes zijn. Verder rijden zij ook buiten de normale werkdagen van de bussen, zoals op sjabbat (zaterdag) en tijdens feestdagen (wanneer er in de meeste plaatsen in het land geen gewone bussen rijden). Op sommige routes rijden ze ook 's nachts.